# Resolución del cubo de Rubik con una mano

Cubo de Rubik 3x3

La resolución del cubo de Rubik con una mano (One-Handed Solving o OH como abreviación) es un tipo de speedcubing que consiste en que el speedcuber resuelve el cubo Rubik original (3x3x3) utilizando sólo una mano.
El récord mundial actual de la resolución más rápida a una mano pertenece a Max Park, con 6.20 segundos.
Esta es una de las categorías oficiales de speedcubing registradas por la World Cube Association.

## Reglamento

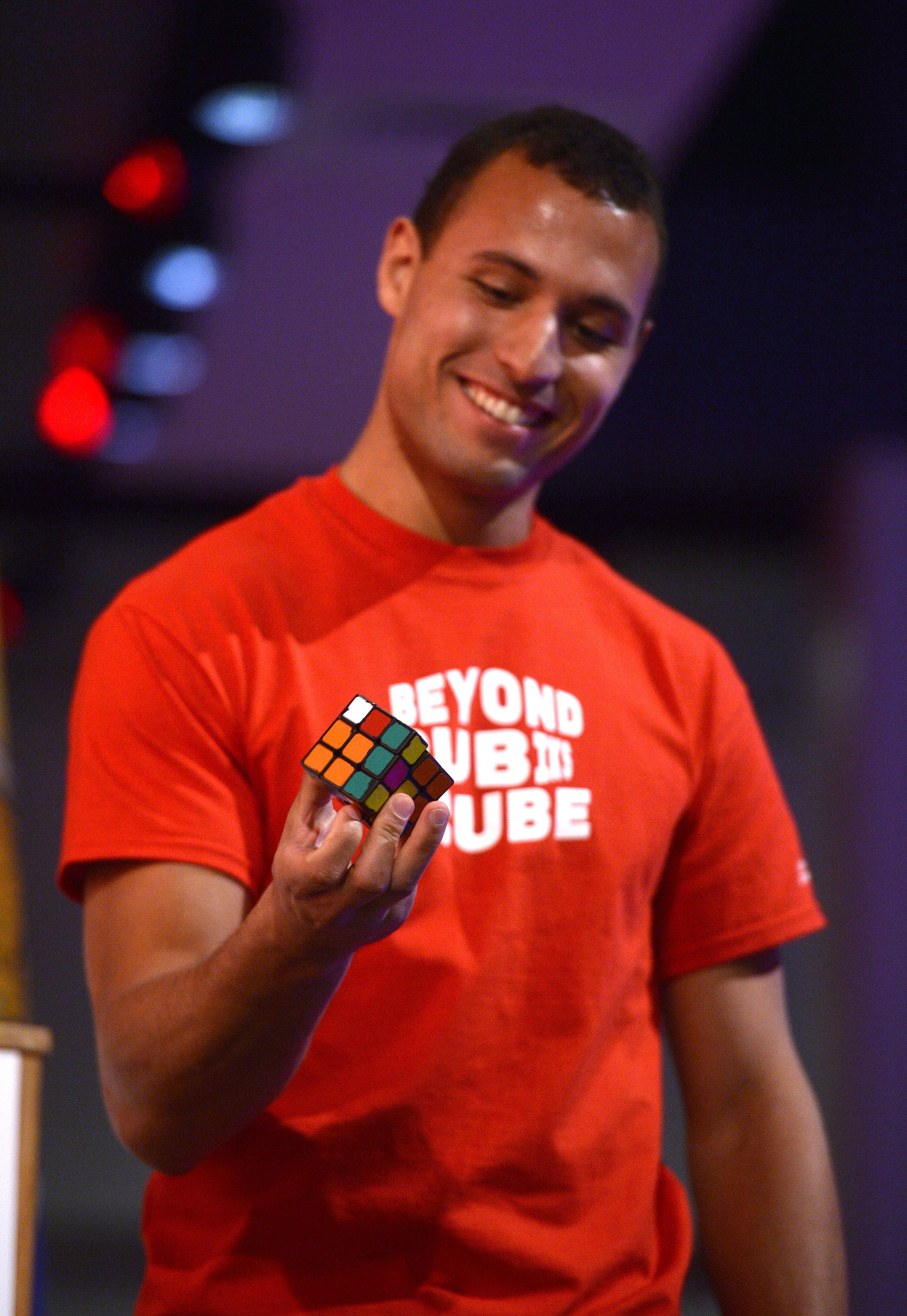
Anthony Brooks realizando un "One-Handed" Solve en el "Beyond Rubik's Cube Event"

La WCA tiene reglas generales establecidas para todas las diferentes categorías de speedcubing.
Además de estas reglas generales, en la WCA también hay reglas específicas para esta tipología, que son:
- Durante la resolución, el competidor debe usar solamente una mano para tocar el cubo. Penalización: descalificación del intento (DNF).
- Si se produce un defecto en el cubo, y el competidor elige repararlo, debe hacerlo usando sólo la mano de resolución. Penalización: descalificación del intento (DNF).
- Si se produce un defecto en el cubo, y las piezas del rompecabezas brevemente hacen contacto con otras partes del cuerpo del competidor sin la intención de este, esto no se considera tocar el cubo, a discreción del juez.
- Durante la resolución, una vez que un competidor toca el cubo con una mano no debe tocar el cubo con la otra mano. Penalización: descalificación del intento (DNF).
- El competidor puede usar ambas manos durante la inspección.
- El competidor no está obligado a utilizar la misma mano que usó en su primera resolución para los diferentes intentos de la misma ronda.
- Se permite el uso de la superficie mientras el competidor resuelve o repara el cubo.

## Récords mundiales OH (One Handed)
A continuación se muestran los 25 tiempos más altos a nivel individual registrados por la WCA.
| Puesto | Speedcuber                   | Resultado | Ciudadano de | Torneo                           |
| ------ | ---------------------------- | --------- | ------------ | -------------------------------- |
| 1      | Max park                     | 6.20      | USA          | Marshall Middle Slice 2022       |
| 2      | Feliks Zemdegs               | 6.88      | Australia    | Canberra Autumn 2015             |
| 3      | Asia Konvittayayotin         | 6.97      | Tailandia    | Thailand Championship 2019       |
| 4      | Patrick Ponce                | 7.06      | USA          | Liberty Science Center Open 2019 |
| 5      | Keaton Ellis                 | 7.26      | USA          | Gobbler Cube Day Fall 2019       |
| 6      | Kian Mansour                 | 7.55      | Canadá       | Warm Up Sydney 2019              |
| 7      | Jonathan Esparaz             | 7.57      | Canadá       | Oakville Limited Winter 2018     |
| 8      | Lin Chen                     | 7.66      | China        | Hangzhou Autumn 2019             |
| 9      | Jakob Gunnarsson             | 7.74      | Suecia       | Swedish Championship 2018        |
| 10     | Philipp Weyer                | 7.77      | Alemania     | UK Championship 2017             |
| 11     | Andrey Che                   | 7.85      | Rusia        | CCC Qualification Voronezh 2019  |
| 12     | Tee Kai Yang                 | 7.87      | Malasia      | Malaysia Cube Championship 2019  |
| 13     | Arnav Arora                  | 7.88      | India        | Indian Nationals 2019            |
| 14     | Eli Parker                   | 7.97      | USA          | Whale Sounds 2018                |
| 15     | Knut Skaug Haraldsen         | 7.98      | Noruega      | Nordic Championship 2019         |
| 16     | Nayan Jyoti Das              | 8.03      | India        | 4th Guwahati Open 2018           |
| 17     | Justin Mallari               | 8.04      | USA          | Slow N Steady Fall 2016          |
| 18     | Patrick Hetco                | 8.06      | Alemania     | Munich Open 2019                 |
| 19     | Jayden McNeill               | 8.08      | Australia    | Australian Nationals 2018        |
| 20     | Pedro Alejandro Condo Tellez | 8.11      | Perú         | Iqui Open 2018                   |
| 21     | Nguyễn Huy Hoàng             | 8.12      | Vietnam      | Ho Chi Minh City Open 2019       |
| 22     | Maksym Yeli (Максим Єлі)     | 8.14      | Ucrania      | Járkov Open 2019                 |
| 23     | Michał Pleskowicz            | 8.15      | Polonia      | Swisscubing Cup Final 2018       |
| 24     | Drew Brads                   | 8.24      | USA          | Michigan 2017                    |
| 25     | Iuri Grangeiro Carvalho      | 8.25      | Brasil       | WCA World Championship 2019      |

Y en esta tabla se muestran los 25 más rápidos registrados por la WCA en la categoría consistente en la resolución de cinco cubos y se toma la duración media de todas.
| Puesto | Speedcuber                 | Resultado | Ciudadano de | Torneo                     | Detalles del resultado        |
| ------ | -------------------------- | --------- | ------------ | -------------------------- | ----------------------------- |
| 1      | Antoine Cantin             | 10.87     | Canadá       | Toronto Spring 2015        | 10.56 14.19 10.58 10.07 11.47 |
| 2      | Pavan Ravindra             | 11.26     | USA          | Slow N Steady Winter 2016  | 12.40 11.47 10.68 11.62 9.02  |
| 3      | Michał Pleskowicz          | 11.43     | Polonia      | Kaskada Open 2016          | 9.30 8.99 12.94 12.05 14.38   |
| 4      | Feliks Zemdegs             | 11.48     | Australia    | Cubing Classic 2016        | 11.78 11.76 13.79 10.90 10.07 |
| 5      | Pavel Galaktionov          | 11.71     | Rusia        | SPB Spring Open 2016       | 12.54 10.36 9.04 14.79 12.24  |
| 6      | Przemysław Kaleta          | 11.75     | Polonia      | Warsaw Cube Masters 2015   | 14.83 9.48 11.79 11.62 11.83  |
| 7      | Collin Burns               | 11.99     | USA          | Big Apple 2016             | 11.16 14.98 10.60 11.25 13.55 |
| 8      | Keaton Ellis               | 12.05     | USA          | Red Cross Cubing Open 2016 | 12.58 11.07 10.24 12.51 13.24 |
| 9      | Justin Mallari             | 12.13     | USA          | Big Apple 2016             | 12.35 12.29 12.94 11.50 11.75 |
| 10     | Zhouheng Sun (孙舟横)      | 12.40     | China        | Nanchang Winter 2015       | 11.73 13.92 18.43 10.99 11.56 |
| 11     | Bill Wang                  | 12.54     | Canadá       | Toronto Spring 2016        | 12.12 12.52 13.61 12.99 11.22 |
| 12     | Cornelius Dieckmann        | 12.56     | Alemania     | Franconia Winter 2015      | 13.36 12.91 11.97 11.86 12.80 |
| 13     | Arifumi Fushimi (伏見有史) | 12.67     | Japón        | Meguro 3x3 Fest 2015       | 10.88 11.34 14.22 13.22 13.44 |
| 14     | Lin Chen (陈霖)            | 12.69     | China        | Shanghai Spring 2016       | 13.60 12.27 10.51 12.20 13.79 |
| 15     | Jiayu Wang (王佳宇)        | 12.77     | China        | China Championship 2015    | 13.13 14.90 9.81 12.69 12.48  |
| 16     | Patrick Ponce              | 12.86     | USA          | Manhasset Spring 2016      | 15.04 11.84 14.13 12.60 11.46 |
| 17     | Joel Ulin                  | 12.87     | Suecia       | Luleå Open 2015            | 9.83 13.54 12.50 16.48 12.57  |
| 18     | Andy Huang                 | 12.90     | USA          | Red Cross Cubing Open 2016 | 13.05 13.35 10.18 12.31 21.54 |
| 19     | Zhiwei Lin (林智玮)        | 12.93     | China        | China Championship 2015    | 12.83 12.94 14.31 13.02 11.70 |
| 20     | Bhargav Narasimhan         | 13.00     | India        | Tathva Cube Open 2014      | 10.45 11.33 14.73 17.95 12.94 |
|        | Hyo-Min Seo                | 13.00     | Corea        | Jeonju Spring 2016         | 13.33 12.85 12.81 11.13 20.54 |
| 22     | Andrey Che                 | 13.09     | Rusia        | MPEI Open 2015             | 11.71 15.75 12.54 12.91 13.81 |
| 23     | Igor Kowalczyk             | 13.20     | Polonia      | GLS Cup II 2016            | 13.50 12.84 12.28 13.25 20.33 |
| 24     | Jabari Nuruddin            | 13.29     | USA          | Big Apple 2016             | 11.66 11.89 11.75 16.23 18.33 |
| 25     | Mats Valk                  | 13.38     | Países Bajos | US Nationals 2014          | 12.93 11.87 17.26 13.43 13.78 |